# Hofstätte Hintergass 35–37
Die Hofstätte Hintergass 35–37 ist ein im liechtensteinischen Ort Vaduz gelegenes Haus an der Hintergass 35–37. Das Gebäudeensemble setzt sich aus den beiden Wohnhäuser Nr. 35 (strassenseitig) und Nr. 37, die grossen Stallscheunen sowie die kleinen Schweineställe zusammen und steht seit 1993 unter Denkmalschutz. Das Ensemble gehört zu den wohl wichtigsten und ältesten Bauobjekten in Vaduz und befindet sich in unmittelbarer Nähe zum Roten Haus. Der Kernbau, ursprünglich als Winzerhaus erbaut, stammt von 1494. Weitere Bauetappen von 1697, 1854 und 1890 prägen das heutige Erscheinungsbild des Ensembles.
Von 2022 bis 2025 wurden umfangreiche Umbau- und Instandsetzungsmassnahmen im historisch wertvollen Baudenkmal durchgeführt. Nach Abschluss der Arbeiten stehen die Gebäude für Ferien im Baudenkmal und als Veranstaltungsort der Gemeinde Vaduz der Öffentlichkeit zur Verfügung. Das Gebäude steht unter Denkmalschutz und ist im Eigentum der Gemeinde Vaduz.